# Économie monétaire
 (mai 2023).
L'économie monétaire est une branche de la macroéconomie qui étudie l'influence de la monnaie sur le fonctionnement de l'économie d'un pays ou d'une zone monétaire.

## La monnaie et ses formes
L'approche la plus courante de la monnaie[Qui ?] la définit comme un moyen de paiement accepté par tous, au sein d'un espace géographique donné, directement utilisable pour effectuer les règlements sur les marchés des biens et services ou pour régler définitivement toutes les dettes au sein d'un espace monétaire donné. L'étude de la monnaie nécessite de délimiter le champ de recherche. La monnaie repose avant tout sur l'idée de crédit et de confiance.
La monnaie est un bien indivisible qui s'échange sur un marché. Elle est donc offerte et demandée sur le marché monétaire. Elle possède un prix comme tout autre bien.
Différentes formes de monnaie existent de nos jours :
- monnaie divisionnaire ;
- monnaie fiduciaire ;
- monnaie scripturale ;
- monnaie électronique.

## La monnaie dans l'économie moderne
La simple observation de la réalité[Information douteuse] démontre que la monnaie joue un rôle capital dans l'économie moderne : il existe plusieurs interactions entre la sphère financière et la sphère réelle : contrainte de financement, l'influence de l'endettement, le rôle des marchés.

## Les agrégats monétaire au sens de la banque centrale
On distingue trois agrégats monétaires :
- l'agrégat M1 : les actifs liquides divisibles et transférables sans coûts de transaction et sans rendement (billets de banque, dépôts à vue…) ;

- l'agrégat M2 : l'agrégat M1 auquel s'ajoute l'ensemble des actifs liquides non transférables et qui rapportent un rendement  (caisse d'épargne nationale) ;

- l'agrégat M3 : regroupe en plus de M2 les autres actifs monétaires moins liquides avec un coût potentiellement élevé.

## Position des secteurs économique par rapport à la monnaie
Au sens de la Comptabilité nationale, les acteurs économiques concernés sont :

### Secteur émetteur
Les sociétés financières : des institutions de dépôt dont la fonction principale est l’intermédiation financière (la banque centrale, les banques commerciales, les OPCVM, etc.)

### Secteur neutre
La banque centrale est considérée comme neutre parce qu'elle ne réagit pas aux phénomènes macroéconomiques.

### Secteur détenteur
Ce sont dans ce secteur :
- les sociétés non financières ;
- les administrations publiques ;
- les ménages et les institutions sans but lucratif au service des ménages.

## La création monétaire
La création monétaire est l'accroissement de la monnaie en circulation, et dans le cas inverse, il s'agit d'une destruction monétaire.
De nos jours, la création monétaire concerne principalement la monnaie scripturale, au-travers des émissions de crédits des établissements bancaires.
La création monétaire signifie une mise en circulation d'une nouvelle quantité de moyen de paiement.

### La création monétaire d'un système simplifié
On suppose ici qu'il y a une seule banque et tous les règlements des agents non financiers se fait par la monnaie scripturale, donc la création monétaire se fait à propos de 3 types d'opérations.

#### Les créances sur l'économie privée
La banque ici crée de la monnaie lorsqu'elle procède par exemple à l'achat d'un bien réel, actions et obligations, billet d'ordre.
La logique de la création monétaire ici se traduit par le fait qu'un agent qui a le pouvoir monétaire achète un actif non monétaire et on parle ici de la monétarisation.

#### Les créances sur le trésor public
Des bons du Trésor (BDT) se proposent à la banque soit par le Trésor soit par les clients voulant escompter dans leurs BDT, alors la banque achète et crée de la monnaie nécessaire pour effectuer cette transaction.

#### Les créances sur l'étranger
La logique de la création monétaire ici repose sur le fait de monétariser les devises en contrepartie de la monnaie locale.

## Autre signification
En sciences sociales, une économie monétaire est une économie où les biens et services produits sont échangés contre une monnaie. Cette économie est en contraste avec une économie basée sur le troc ou sur une économie de ménage, où les biens sont produits et consommés de manière fermée à l'intérieur d'un même ménage. Elle se différencie également d'une économie de subsistance.